# أبو الحسين بن ولاد
أبو الحسين محمد بن الوليد بن محمد التميمي المصادري البصري (248هـ/698م - 149هـ/766م)، اشتهر بابن ولاد، وولاد هو لقب أبيه. نحويٌّ من مصر، ومن أوائل نحاة المدرسة النحوية في مصر وبلاد الشام.

## حياته
ولِدَ محمد بن الوليد بن محمد التميمي في مصر، وكانت ولادته في سنة 248 من التقويم الهجري، وهو ينتسب إلى أسرة المصادري التي ارتبط اسمها بانتشار علم النحو في مصر، والده هو الوليد بن محمد التميمي الذي يُعَدُّ أول يشتغل بالعلوم النحوية من مصر، وزوج أمه هو النحويّ المصري الآخر أحمد بن جعفر الدينوري. أخذ ابن ولاد النَّحو عن الدينوري زوج أمِّه، وتتلمذ لدى علماء غيره، ثُمَّ غادر مصر واتجه إلى العراق ومكث هناك ثمانية أعوام تتلمذ فيها على يد ثعلب النحوي الكوفي، وأخذ كتاب سيبويه عن المبرد، واشتغل بتأديب أولاد النبلاء. بعد أن أخذ كتاب سيبويه عن المبرد لقاء ثمن باهظ عاد ابن الولاد إلى مصر ومعه نسخة من الكتاب، وهو يُعدُّ أوَّل من أدخل كتاب سيبويه إلى مصر. ويُعرَف عن ابن ولاد أنَّه كان حسن الخط والضبط، وهو الذي قام بنسخ كتاب سيبويه، ومن صفاته الخَلقِيَّة أنَّه كان أعرج، وغلب عليه الشيب قبل شيخوخته. وفي مصر قام بتأليف كتابين في النحو، وتزوَّج وأنجب ولداً هو النحوي أبو العباس بن ولاد، واشتغل في مصر بالتدريس حتى تُوفِّي في سنة 298 بعد أن بلغ الخمسين عاماً، وأوصى قبل وفاته أن يُدفن مع الكتاب الذي جلبه من الكوفة. بعد وفاته انتقل كتابه إلى ولده أبو العباس بن ولاد، ثُمَّ إلى ورثة أبي العباس، وابتاعه منهم الدقَّاق وهو رجل يُعرف بجمع الكتب، ثُمَّ انتقل إلى الوزير أبي الفضل بن الفضل بن حنزابه بن الفرات، ثُمَّ إلى حاكم مصر كافور الإخشيدي.

## مؤلفاته
له المؤلفات التالية:
- «المقصور والممدود» (مطبوع).
- «المنمق».